# Борейко, Борис Владимирович
Бори́с Влади́мирович Боре́йко (род. 23 октября 1968) — российский актёр и режиссёр театра. Режиссёр-постановщик нескольких мюзиклов.
Заслуженный артист Российской Федерации (2007).

## Биография
Родился 23 октября 1968 года.
В 1990—1996 гг. учился в Саратовской консерватории им. Собинова.
Принял участие в программе «Поют молодые» на телеканале «Культура».

## Творчество
В 1995—2007 гг. работал в Московском музыкальном театре «Экспромт». Среди актёрских работ тех лет — Рауль («Фиалка Монмартра»), Аскер («Давайте познакомимся»), Гвидон («Сказка о царе Султане…»).
С 2005 года является художественным руководителем музыкального театра «Эксперимент». Под его руководством были поставлены мюзиклы «Бременские музыканты», «Винни-Пух и все, все, все», «Золотые хиты Бродвея» и др.

## Награды и достижения
В 1998 году Б.В. Борейко стал лауреатом телевизионного конкурса «Романсиада-98». Позднее неоднократно участвовал
в жюри различных этапов конкурса.
В 2007 году Б. В. Борейко было присвоено звание заслуженного артиста Российской Федерации.